# Gianluca Vitiello
Gianluca Vitiello, conosciuto in occasione di alcune produzioni discografiche come Gianluca Tripla Vitiello (Castellammare di Stabia, 10 luglio 1976), è un conduttore radiofonico, regista, cantante e blogger italiano.

## Biografia
Laurea in Lettere Moderne con Indirizzo Spettacolo, Teatro e Comunicazione di Massa, presso la Federico II di Napoli con una testi sulla storia della Radio.
Appassionato di Hip Hop, si interessa di tutti i fenomeni legati alle culture urbane e metropolitane. Ha lavorato a Napoli prima nell'organizzazione di Eventi Culturali, poi come Ufficio Stampa.
Come musicista nel 2004, sotto il nome di Triplazero, ha pubblicato un album hip hop autoprodotto dal titolo Hai notizie di me?, segue un tour di promozione dell'album che tocca tutta Italia.
Si è trasferito prima a Roma, dove lavora prima come copywriter e poi come Caporedattore.
Si trasferisce a Milano dove dal 2007, ha iniziato a lavorare a Radio Deejay prima come stagista nella redazione del programma di Platinette Platinissima e per Deejay chiama Italia. A Radio Deejay conosce Nicola Vitiello, con il quale ha in comune il cognome ma senza alcun vincolo di parentela, insieme al quale ha collaborato per la realizzazione della trasmissione della domenica pomeriggio Domenica Deejay. Dal 29 settembre 2008 è diventato ufficialmente uno degli speaker dell'emittente radiofonica affiancando Nicola Vitiello alla conduzione del programma quotidiano della tarda serata Dee Notte, andato in onda fino al 2023 in orari variabili tra le 22 e le 2 del mattino. Insieme hanno condotto, durante le stagioni estive o in altri periodi festivi dell'anno, programmi nelle diverse fasce della giornata.
Nel 2009 ha fatto parte del progetto musicale Biscuits, il cui singolo Fortapasc è liberamente ispirato al film di Marco Risi. Del singolo è stato girato anche un videoclip.
Parallelamente alla carriera di conduttore radiofonico ha seguito altri progetti, come la cura del blog Deejaynellarmadio, dal quale è nata nel novembre 2013 l'omonima mostra fotografica con finalità benefica in cui 34 artisti legati all'emittente radiofonica si sono fatti fotografare davanti agli armadi delle loro case. La mostra nel 2015 è stata allestita anche al Museo MAXXI di Roma e successivamente a Padova.
Nell'ottobre 2014, sfruttando nuovamente lo pseudonimo Tripla, ha pubblicato il singolo Hai notizie di me?, il cui video è stato interamente girato a Tokyo. Appassionato di sneakers, ha curato per Wu Magazione la rubrica sulla "sneakers culture".
È stato docente per l'Accademia della Moda di Milano con un corso su "trends e  linguaggi urbani nella moda"
Nel 2017 ha scritto e diretto il docufilm Napolitaners, un diario di vita e di viaggio di napoletani che hanno lasciato la loro città e la raccontano nella prospettiva di chi la vive da lontano, reso disponibile su Amazon Prime Video e altre diverse piattaforme e distribuito in Home Video da Feltrinelli.
Nel 2019 ha curato la mostra fotografica "We are Naples" in collaborazione con l'Aeroporto di Napoli
A partire dal 2023, dopo quindici anni ha lasciato la fascia della tarda serata di Radio Deejay per esordire, sempre in coppia con Nicola Vitiello, in Dee Mattina in onda dalle 6 alle 7.30.
A giugno 2025 esce il suo secondo docufilm Noi non siamo napoletani interamente girato a Napoli e dedicato alla sua città raccontando il punto di vista di coloro che pur non essendo nati a Napoli l'hanno scelta liberamente come luogo in cui vivere e realizzarsi.

## Radio
- Domenica Deejay (Radio Deejay, 2007-2008)
- Dee Notte (Radio Deejay, 2008-2023)
- Dee Mattina (Radio Deejay, dal 2023)